# Картал (село)
Картал (на украински: Орлівка; на руски: Орловка; на румънски: Cartal) е село в Южна Украйна, Измаилски район на Одеска област. Заема площ от 3,3 км2.

## География
Селото се намира в историческата област Буджак (Южна Бесарабия). Разположено е югоизточно от Рени, на 2 километра от брега на Дунав.

## История
Основано е през 1814 година.

## Население
Населението на селото възлиза на 3047 души (2001). Гъстотата е 923,33 души/км2. По-голяма част от жителите са етнически молдовци, в селото живеят още – руснаци, българи, гагаузи и украинци.

### Езици
Численост и дял на населението по роден език, според преброяването на населението през 2001 г.:
| Роден език | Численост | Дял (в %) |
| Общо       | 3047      | 100.00    |
| Молдовски  | 2899      | 95.14     |
| Руски      | 49        | 1.60      |
| Украински  | 38        | 1.24      |
| Български  | 23        | 0.75      |
| Гагаузки   | 16        | 0.52      |
| Румънски   | 7         | 0.22      |
| Цигански   | 7         | 0.22      |
| Беларуски  | 1         | 0.03      |
| Други      | 7         | 0.22      |